# Ключі (Вадінський район)
Ключі́ (рос. Ключи) — село у складі Вадінського району Пензенської області, Росія.
Населення — 232 особи (2010; 291 у 2002).
Національний склад станом на 2002 рік:
- росіяни — 98 %